# A hosszú menetelés
A hosszú menetelés (The Long Walk) Stephen King amerikai író 1979-ben megjelent regénye, amelyet Richard Bachman álnéven adott ki. Magyarul először az Európa Könyvkiadónál jelent meg a regény, Bihari György fordításában, 2015-ben.

## Története
Noha a könyv néhány évvel a Carrie című mű után látott napvilágot, valójában ez volt az első regény, amit Stephen King írt. A történetet a Maine-i Egyetemen végzett tanulmányainak első két félévében, 1966-67 között írta meg, ám visszautasították egy első regényeseknek meghirdetett pályázatról, és a kézirat fiókba került.
Mindeközben King éveken át próbált bejutni a neves Doubleday kiadóhoz, ám a könyvet az akkori szerkesztő, Bill Thompson is visszautasította. Az író eddig magyarul kiadatlan regényéhez, a Rage című íráshoz hasonlóan, ezt a történetet is többször átíratták Kinggel a kiadónál, mielőtt végleg visszautasították a megjelentetését. A könyv végül csak az író ismertté válását követően jelent meg.
Saját elmondása szerint az író azért döntött ismét az álnév használata mellett, mert a saját neve alatt évente megjelent legalább egy könyv, és nem akarta ismételten Stephen King-regényekkel terhelni az olvasóit ilyen rövid időn belül. Másik oka pedig - az író elmondása szerint - az volt, hogy látni szerette volna, vajon képes-e a regény arra, hogy önnön erejéből fennmaradjon a piacon. Ez a kísérlet azonban nem jött be, és csak 1985 után, amikor is leleplezték King álnevét, került a bestseller listákra, amikor a további Bachman-regényekkel együtt A hosszú menetelés eladási számai az egekbe szöktek.

## Cselekmény
|  | Alább a cselekmény részletei következnek! |

A regény egy szörnyű új világban játszódik, amelyben a legelvetemültebb sportverseny az úgynevezett Hosszú Menetelés, a Long Walk. Száz fiatal több napon keresztül verseng azért, hogy kiderítse: melyikük a legjobb, melyikük tud a legtöbbet gyalogolni. Az ár azonban magas: mindenkit, aki megszegi a szigorú szabályok egyikét, azonnal lelőnek. Gyalogolj vagy halj meg – ez az összes közül a legfőbb szabály.
De a fiatalok mindegyike valóban részt akar venni ezen a versenyen, ebben a küzdelemben. Megtiszteltetés mindenki számára, akit kiválaszt a hatalmas és megközelíthetetlen idegen, ’Az Őrnagy’, és aki ily módon versenghet a többiekkel. És természetesen mindenki nyerni szeretne: Ray Garraty, a főhős, ’Maine állam kedvence’, Pete McVries, Ray legjobb barátja a küzdelem során, Barkovitch, aki mindenki sírján táncolni akar a gyaloglás végén, Scramm, a gyaloglók közül az egyetlen nős, Hank Olson, Collie Parker és a többiek.
Megismerjük sok srác életét, otthoni és a gyaloglás során felbukkanó problémáját. Sokan közülük összebarátkoznak, egyesek önfejű, arrogáns különcökké válnak a gyaloglás következtében. De mindenkinek megvannak a maga okai, mindenki másképp boldogul ezzel az emberfeletti küzdelemmel.
|  | Itt a vége a cselekmény részletezésének! |

## Magyarul
- Richard Bachman: A hosszú menetelés; ford. Bihari György; Európa, Bp., 2015

## Filmfeldolgozás
A cselekmény filmváltozatát 2025. szeptember 12-én mutatják be Amerikában, a főbb szerepekben Mark Hamill, Cooper Hoffman, David Jonsson, Charlie Plummer, Ben Wang, Roman Griffin Davis és Judy Greer látható.